# Lars Ericson Wolke
Lars Johan Ericson Wolke, ursprungligen Ericson, född 20 juni 1957 i Enskede församling i Stockholms stad, är en svensk historiker, arkivarie och fackboksförfattare.

## Biografi
Ericson Wolke blev 1988 filosofie doktor i historia vid Stockholms universitet med avhandlingen Borgare och byråkrater. Omvandlingen av Stockholms stadsförvaltning 1599–1637 och 2002 docent i militärhistoria vid Åbo Akademi (där han också undervisar i viss omfattning). Han var arkivarie vid Krigsarkivet 1983–2000, de senaste tio åren som förste arkivarie. Sedan 2000 tjänstgör han vid Försvarshögskolan: som huvudlärare i militärhistoria 2000–2006, som tillförordnad professor i krigsvetenskap 2006–2008 och som professor i historia, särskilt militärhistoria, sedan 2008. Ericson Wolke har skrivit ett antal populärvetenskapliga böcker och artiklar om Sveriges historia och militärhistoria. Har har också medverkat med artiklar i Svenskt biografiskt lexikon.
Han är son till avdelningsdirektören och chefen för Kartredaktionella enheten vid Statens lantmäteriverk Olof Ericson och Greta Lundemo. Han bytte genom sitt äktenskap med Madeleine Wolke namn från Lars Ericson till Lars Ericson Wolke 2005.
Lars Ericson Wolke invaldes 1997 som ledamot av Kungliga Krigsvetenskapsakademien. Han är också ledamot av Kungliga Samfundet för utgivande av handskrifter rörande Skandinaviens historia och ordförande i Svenska militärhistoriska kommissionen.

## Utmärkelser
- Kungliga Örlogsmannasällskapets förtjänstmedalj i silver (2018)[3]